# Sky Radio
Sky Rádio é uma estação de rádio neerlandesa que toca sem parar a música pop (com interrupções apenas sendo de publicidade, notícias, notícias, meteorologia e viagens). O slogan da estação é "a estação de sentir-se bem". A estação principalmente toca música pop da década de 1980 até os dias atuais.
A Sky Rádio foi lançada em 30 de setembro de 1988. Na época, a radiodifusão comercial nos Países Baixos não foi permitida e a estação estava disponível apenas via cabo. Em fevereiro de 1992 foi temporariamente atribuída à estação a frequência terrestre de 102,7 na Holanda Ocidental (Rotterdam Wallgaven).
Em 1994, as frequências terrestres foram concedidas a emissoras de rádio comerciais e inicialmente Sky Radio deixou de ter licença. A Sky Radio e a Radio 538 recorreram dessa decisão, acabando por ser atribuída à Sky Radio a frequência de 100.7 com uma frequência adicional de 100.4 no norte dos Países Baixos e de alguns de baixa potência enchimentos.
Em 2003, todas as frequências de radiodifusão foram realocadas e Sky Rádio mudou para as suas frequências 101.0-101.9 atuais.
Após o colapso da transmissor mastro Zendstation Smilde em Hoogersmilde em julho de 2011, a estação foi temporariamente retirada do ar no norte extremo leste do país - atualmente (agosto de 2012) a estação está operando em um número de baixa potência frequências temporárias nessa área (incluindo a frequência de 89,2 que se encontra fora do seu padrão de distribuição).

## Spin-off estações
Sky Radio tem várias estações spin-off, que estão disponíveis apenas através da Internet:
- Sky Radio Love Songs
- Sky Radio NL - música apenas em neerlandês
- Sky Radio Dance Classics (de janeiro até 20 de junho)
- Sky Radio Hits de Verão (de 21 de junho até outubro)
- Sky Radio Christmas (a partir de outubro até janeiro)